# Deacon Blue
Deacon Blue är en skotsk poprock-grupp bildad 1985. De har haft stora framgångar i Storbritannien med bland annat albumettan When the Worlds Know Your Name (1989) och nitton låtar på UK Singles Chart, varav tre på topp 10.

## Biografi

### Bakgrund, tidiga framgångar
Gruppen presenterade sitt debutalbum Raintown våren 1987. Den Glasgow-baserade gruppen, som tagit sitt namn från Steely Dan-låten "Deacon Blues" (från 1977 års Aja), hade då funnits i två års tid. Man debuterade samtidigt som en mängd andra skotska grupper – inklusive Aztec Camera, Lloyd Cole and the Commotions och Hue and Cry – började synas i de brittiska topplistorna.
Deacon Blues andra album, 1989 års When the World Knows Your Name, toppade de brittiska albumlistorna under två veckors tid. Singellåten "Real Gone Kid" från albumet blev gruppens första brittiska topp-10-låt.
1991 kom det tredje albumet, Fellow Hoodlums. Det fjärde albumet, Whatever You Say, Say Nothing from 1993, var mer experimentellt i stilen. Året därpå splittrades bandet, varefter trummisen Vipond påbörjade en TV-karriär.

### Nystart
Fyra år senare arrangerade man ett återföreningskonsert, vilket ledde till ett nytt album – Walking Back Home. Bandet var nu verksamt på deltidsbasis. 2001 kom albumet Homesick.
Trots att bandmedlemmen Graeme Kelling avled i cancer 2004, fortsatte Deacon Blue som grupp. 2006 kom samlingsalbumet Singles, kompletterade med tre nyinspelade låtar.
Nästa studioalbum blev 2012 års The Hipsters. Därefter dröjde det två år till nästa album (A New House) och ytterligare två till nästa (Believers, 2016).

## Betydelse och sammansättning
Deacon Blues sammanlagda skivförsäljning inkluderade sex miljoner album fram till 2012. Man har fått tolv brittiska topp-40-låtar och två brittiska listtoppande album.
Gruppen är numera ofta en sextett. Kärnan i gruppen är sångaren Ricky Ross och körsångaren och slagverkaren Lorraine McIntosh – gifta sedan 1990 och med tre barn tillsammans. McIntochs andrasång (hon hyrdes ursprungligen in som bakgrundssångare på debutalbumet) har genom åren varit en viktig del av gruppens karaktär. I den nuvarande gruppen finns även grundarmedlemmarna James Prime (keyboards) och Dougie Vipond (trummor).

## Diskografi
Studioalbum
- Raintown (1987)
- When the World Knows Your Name (1989)
- Fellow Hoodlums (1991)
- Whatever You Say, Say Nothing (1993)
- Walking Back Home (1999)
- Homesick (2001)
- The Hipsters (2012)
- A New House (2014)
- Believers (2016)